# Open de España 2023
El Open de España 2023, conocido comercialmente como ACCIONA Open de España presented by Madrid, fue la edición número 95 del Open de España, el abierto nacional de golf de España. Se disputó del 12 al 15 de octubre de 2023 en el Club de Campo Villa de Madrid. El defensor del título fue Jon Rahm, ganador de las ediciones de 2018, 2019 y 2022. El torneo forma parte de la temporada 2022-2023 del DP World Tour, siendo puntuable para la Race to Dubai y repartiendo una bolsa de premios de 3.250.000 $ (dólares).
El promotor y organizador del torneo es la empresa Madrid Throphy Promotion, quien organiza el torneo desde 2019 tras llegar a un acuerdo con la Real Federación Española de Golf y el European Tour (actualmente DP World Tour). Madrid Throphy Promotion también es la empresa promotora del Mutua Madrid Open, competición que organiza desde 2002.

## Campo
La sede del torneo fue el Club de Campo Villa de Madrid, donde se disputa el torneo desde la edición de 2019. Para la competición se utiliza el "recorrido negro", uno de los dos recorridos de 18 hoyos con los que cuenta el club. Este recorrido fue diseñado por el arquitecto Javier Arana, y fue inaugurado en 1951 y es el que se ha utilizado siempre que el club ha albergado el torneo. Hasta la edición de 2022, el récord del campo durante la disputa del torneo era de 62 golpes (9 bajo par), resultado obtenido por Jon Rahm en la última jornada de la edición de 2022. En la última jornada del torneo, el golfista alemán Marcel Siem, firmó una vuelta de 61 golpes (10 bajo par), batiendo el récord de Rahm, que además también era el récord histórico del torneo.

## Formato de juego y participantes
El formato de juego es Stroke Play a 72 hoyos, con un corte tras la segunda jornada. La lista de inscritos estuvo compuesta por 132 golfistas, tras la finalización de la segunda jornada, se hizo un corte que clasificó a los mejores 70 jugadores y empatados para jugar las dos jornadas finales.

## Premios
Todos los participantes que superaron el corte, recibieron un premio en metálico, determinado por su posición final en la clasificación. Para la edición de 2023, la bolsa de premios era de 3.250.000 $ (dólares). Tras la finalización del torneo y en función de los empates en cada puesto, se realizó el reparto definitivo de los premios, siendo el premio para el ganador 500.000 € para el ganador
El ganador del torneo Matthieu Pavon, recibió una réplica del trofeo del Open de España. El español mejor clasificado, recibe durante un año la Copa Vallejo, un trofeo que se entregó por primera vez en la edición de 1947. En esta edición el premio fue compartido entre Alfredo García-Heredia y Jon Rahm, clasificados ambos en novena posición.

## Tarjeta del campo
La tarjeta del campo recoge la distancia y el par de cada hoyo del recorrido. La tarjeta del Open de España 2023 es la siguiente:
| Hoyo   | 1   | 2   | 3   | 4   | 5   | 6   | 7   | 8   | 9   | Ida   | 10  | 11  | 12  | 13  | 14  | 15  | 16  | 17  | 18  | Vuelta | Total |
| ------ | --- | --- | --- | --- | --- | --- | --- | --- | --- | ----- | --- | --- | --- | --- | --- | --- | --- | --- | --- | ------ | ----- |
| Metros | 462 | 420 | 189 | 481 | 392 | 404 | 516 | 352 | 162 | 3.378 | 376 | 192 | 425 | 427 | 490 | 343 | 410 | 170 | 331 | 3.164  | 6.542 |
| Par    | 4   | 4   | 3   | 5   | 4   | 4   | 5   | 4   | 3   | 36    | 4   | 3   | 4   | 4   | 5   | 4   | 4   | 3   | 4   | 35     | 71    |

- Wikimedia Commons alberga una categoría multimedia sobre el Open de España 2023.